# فینال جام حذفی فوتبال ایتالیا ۲۰۱۶
فینال جام حذفی فوتبال ایتالیا ۲۰۱۶ شصت و نهمین فصل از رقابت‌های کوپا ایتالیا بود. این مسابقه در ۲۱ مهٔ ۲۰۱۶ بین آ.ث. میلان و یوونتوس در ورزشگاه المپیک رم برگزار شد. در نهایت باشگاه فوتبال یوونتوس با تک گل آلوارو موراتا برای یازدهمین بار قهرمان کوپا ایتالیا شد.